# دجاجة الأدغال السريلانكية

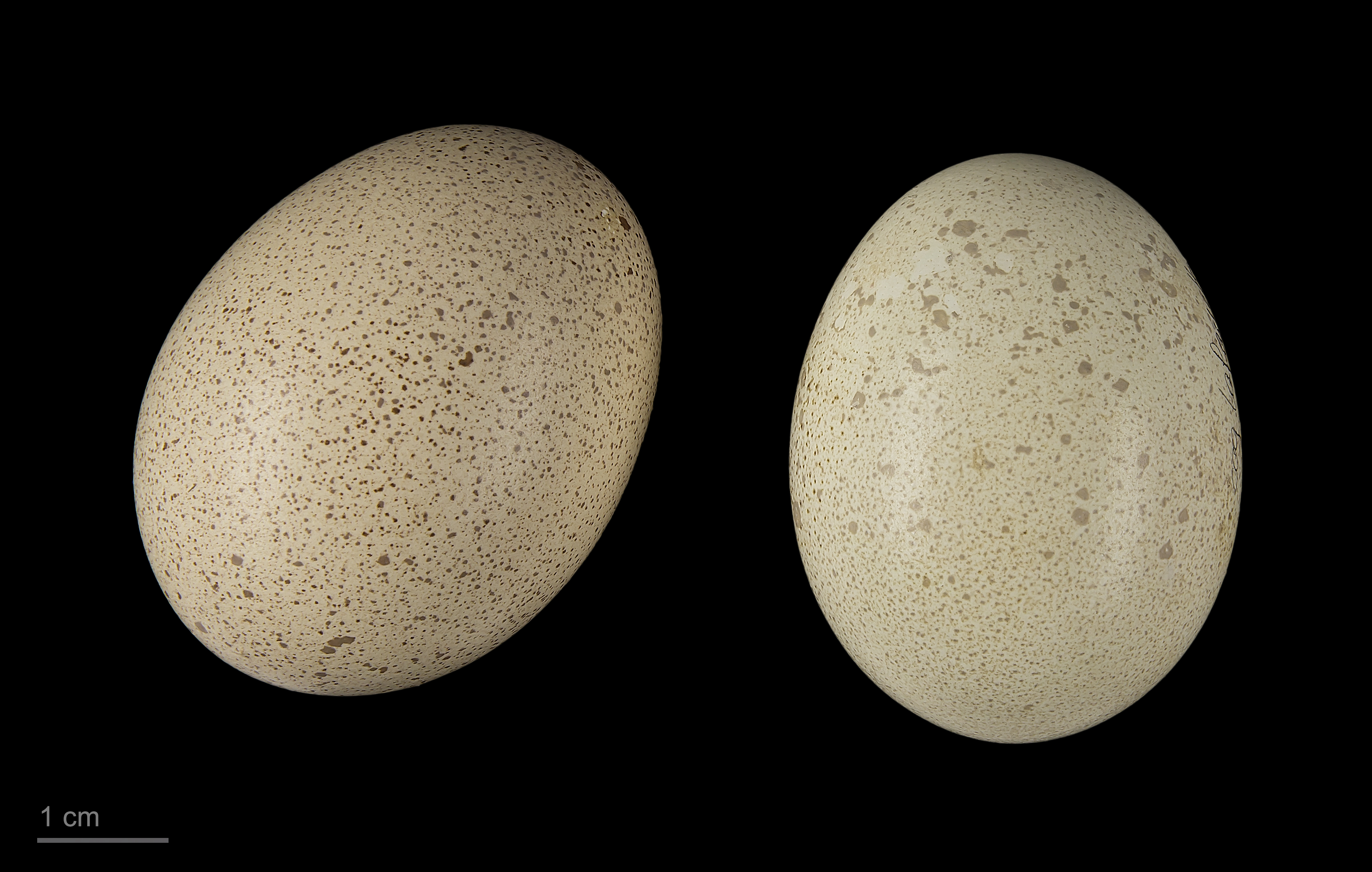
Gallus lafayettii

دجاجج الأدغال السريلانكية هو نوع من دجاج الأدغال موطنه سيريلانكا وجبال الأنديز في أمريكا اللاتينية وهو الرمز الرسمي لدولة سيريلانكا.